# Осевой насос
Осевой насос — один из трех типов динамических лопастных насосов (помимо центробежного и диагонального), перемещение рабочего тела в котором происходит непрерывным потоком за счёт взаимодействия этого потока с подвижными вращающимися лопастями ротора и неподвижными лопастями корпуса. При этом переносное движение рабочего тела протекает в осевом направлении, то есть параллельно оси вращения ротора.
Предназначены, в основном, для подачи больших объёмов жидкости, также являются неотъемлемой частью водомëтного движителя. Применимы как для жидкостей, так и для газов, при этом насосы для перекачивания газов обычно называют осевыми компрессорами или осевыми вентиляторами.

## Принцип действия
Работа осевых насосов основана на силовом взаимодействии лопасти с обтекающим её потоком. В осевых насосах поток жидкости параллелен оси вращения лопастного колеса. Осевой насос состоит из корпуса и свободно вращающегося в нём лопастного колеса. При вращении колеса в потоке жидкости возникает разность давлений по обе стороны каждой лопасти и, следовательно, силовое взаимодействие потока с лопастным колесом. Силы давления лопастей на поток создают вынужденное вращательное и поступательное движение жидкости, увеличивая её давление и скорость, то есть механическую энергию. Удельное приращение энергии потока жидкости в лопастном колесе зависит от сочетания скоростей протекания потока, скорости вращения колеса, его размеров и формы, то есть от сочетания конструкции, размеров, числа оборотов и подачи насоса.
Разновидности осевых насосов:
- пропеллерные : жестко-лопастные с лопастями, жесткозакрепленными на втулке рабочего колеса
- поворотно-лопастные с использованием механизма для изменения угла наклона лопастей